# 爱无痕
《爱无痕》（英語：The Love Without a Trace），又名《乱世枭雄之爱无痕》），待播的中国大陆五代十国背景电视剧，导演尹涛，主演杨烁、佟丽娅、彭冠英。该片从2013年12月9日开机拍摄，2015年3月杀青。

## 剧情
唐朝末年、天下大亂、五代十國、群雄逐鹿。富家公子唐孝誠，為給心中最愛的女神沈憐星營造一座夢中的「世外桃源」，棄商從武，縱橫捭闔。誰料，贏得了天下，卻輸掉了愛人的心。憐星無法理解他所謂的「以戰止戰」理念;好兄弟張君祥更因此與他反目成仇。

## 演出
| 演员            | 角色   | 簡介 |
| 杨烁            | 唐孝诚 | 驃騎大將軍兼兩江節度使。揚州首富、為富亦仁、胸懷天下、重情重義。為給心愛女人一個承諾；為還天下百姓一個太平。不惜提槍上馬、縱橫沙場。                                                                               |
| 佟丽娅          | 沈怜星 | 唐孝誠青梅竹馬的愛人；工部六品主簿沈夫子之女。絕世的容貌足以傾天下；獨步的才華韜略冠古今。功名利祿、富貴榮華，從未看在過她的眼裡。一生最大的願望，就是和心愛的男人共赴那一抹寧靜的世外桃源。                       |
| 彭冠英          | 张君祥 | 與唐孝誠本是一個頭磕在地上的生死兄弟。二人同時愛上出身書香門第的少女沈憐星，他為了得到沈憐星決定出人頭地，才能配得上心愛的女人。卻不料陰差陽錯，張君祥投了南越軍。最終張君祥為了國仇家恨，毅然在校軍場殺死唐孝誠。 |
| 肖涵            | 伏蓉   | 淮南到處置觀察使伏濟之女。一念成佛、一念成魔；為愛痴迷、為愛瘋狂。為了愛唐孝誠，她不惜父女反目；為了愛唐孝誠，她可以忍受一切；為了愛唐孝誠，她最終遁入空門。                                                       |
| 岳躍利          | 伏济   | |
| 舒耀瑄          | 胡越坤 | |
| 关悦            | 佟月娇 | 南越軍三軍總帥，有“南越之花”的美稱。巾幗不讓鬚眉的女英雄，敢愛敢恨、愛憎分明。為了國家大義，她披甲上陣；為了心愛的男人唐孝誠，她解甲換紅妝。亂世中，她譜寫了一場轟轟烈烈的愛情詩篇。                               |
| 鲍天琦          | 慕容萍 | |
| 张植绿          | 唐振邦 | |
| 铁政            | 王成镇 | |
| 任东霖          | 徐铭义 | |
| 佟大为 友情出演 | 佟王   | 南越王。昔日大唐邊疆守將、今日裂土封王割據一方。他胸怀大志，也想蕩平天下，可惜有心殺賊、無力回天，遭遇阻撓。 |

## 外部連結
- 《爱无痕》的新浪微博
- 豆瓣电影上《爱无痕》的資料 （简体中文）